# Храм Покрова Пресвятой Богородицы в Красном селе
Храм Покрова Пресвятой Богородицы в Красном селе — православный храм в Красносельском районе Москвы. Относится к Богоявленскому благочинию Московской епархии Русской православной церкви.
Главный престол освящён в честь праздника Покрова Пресвятой Богородицы, приделы — во имя Николая Чудотворца и в честь праздника Усекновения главы Иоанна Предтечи.

## История

### Красное село
Покровский храм был построен в Красном селе, в одном из старейших подмосковных поселений, существовавшем уже в XII—XIII веках. Первые летописные упоминания о Красном селе относятся к 1480 году. Село было расположено у древней Стромынской дороги. Эта дорога шла из Москвы через сёла Преображенское и Черкизово в село Стромынь (Ногинский район) и далее на Владимир и Суздаль. Своё название село получило по расположенному в нём Великому (Красному) пруду, площадь которого равнялась площади Московского Кремля (23 га).
К началу XVII века село становится большим и густонаселённым. В записях шведа Петра Петрейя, побывавшего в Москве в 1608—1611 годах, говорится, что «близ Москвы лежит большая деревня, в которой до 700 крестьян и ремесленников, она называется Красное село». В середине XVIII века село входит в черту города и становится окраиной Москвы.

### Строительство храма
Территория современной Красносельской улицы была заселена в начале XVII века. Деревянный Покровский храм, стоящий на ручье Ольховце, известен с 1620 года, придел святителя Николая впервые упоминается в 1697 году.
В 1701 году был построен новый каменный храм. В 1730 году слева к Покровскому храму был пристроен придел Усекновения главы Иоанна Предтечи. К 1751 году у храма появилась колокольня и обширная трапезная. Обновлённый Покровский храм был освящён 25 августа 1751 года.

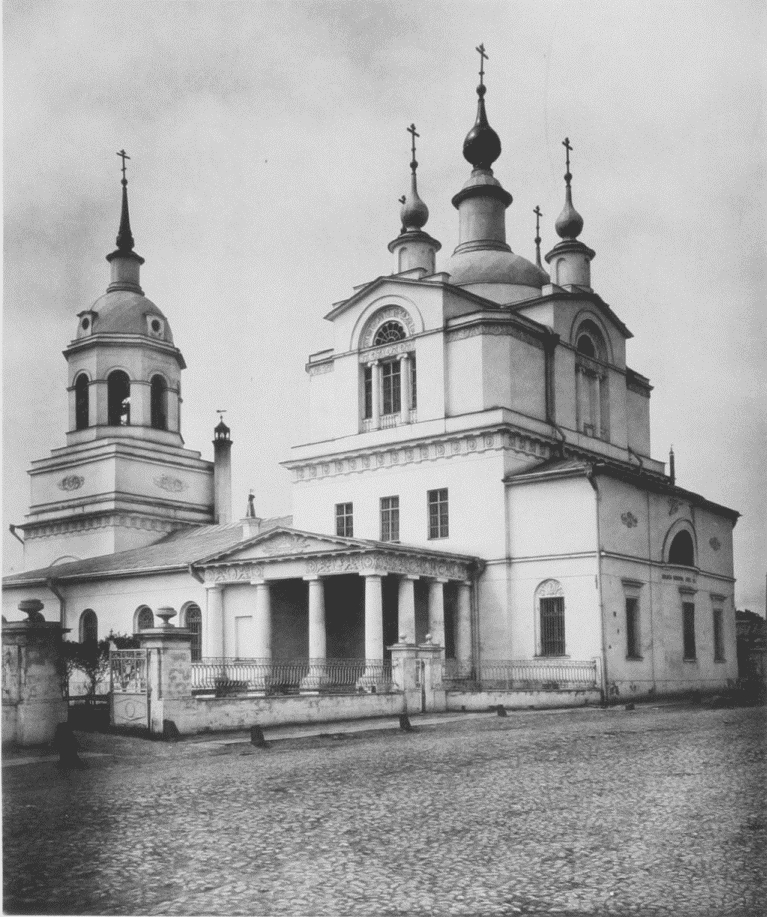
Фотография Николая Найдёнова 1882 года

Во время московских пожаров 1812 года храм не пострадал. С течением времени церковь ветшала и к 1838 году на средства почётных граждан Гаврила Урусова и Евдокии Малютиной было проведено её обновление. Храм получил новое многоглавое завершение, новый шпиль для колокольни, украшения для фасада в стиле ампир, обновлённый интерьер и великолепный главный иконостас. Последнее обновление храма происходило в 1902—1904-х годах.

### Советский период
В конце 1920-х годов недалеко от храма, в Бауманском переулке, расположился Митрополичий дом Московской Патриархии, где располагалась канцелярия заместителя патриаршего местоблюстителя и Временного патриаршего Священного синода. Вторая половина дома была отведена Московскому епархиальному управлению. В тесном помещении было негде устроить домовую церковь или хотя бы моленную келлию, и по этому в качестве крестовой патриаршей церкви был избран располагавшийся неподалёку храм Покрова Пресвятой Богородицы в Красном селе. Здесь молился и служил заместитель патриаршего местоблюстителя, впоследствии Патриарх Сергий (Страгородский), здесь же совершались им монашеские постриги и архиерейские хиротонии.
В 1931 году появилась резолюция, согласно которой церковь предлагалось закрыть и снести, так как она расположена слишком близко к проезжей части и мешает пешеходам. Верующие из близлежащих районов отправили в Моссовет множество писем с просьбой не закрывать храм. В 1934 году храм был закрыт и частично разрушен. Была разобрана ограда, выступающая на тротуар алтарная апсида, барабаны куполов и колокольня. Главный объём храма был разделен на два этажа. В перестроенном здании храма долгое время размещались различные организации. С 1966 года — Завод «КЭМЗ» (завод киноэлектромеханической аппаратуры), в 1970—1990 годах — Центральное конструкторское техническое бюро игрушки (ЦКТБИ) Министерства лёгкой промышленности.

### Возрождение храма
В 1996 году в полуразрушенном состоянии (фото) Покровский храм был передан Русской православной церкви. В 1997 году одновременно с началом восстановительных работ в храме начались богослужения.
Летом 2002 года был завершён важный этап восстановительных работ — водружена центральная главка с крестом. Вокруг здания храма и около церковной ограды был удалён культурный слой, в некоторых местах его уровень достигал 1,8 м. К лету 2003 года работы по реставрации откопанной белокаменной ограды были завершены. В это же время были снесены подсобные помещения вокруг храма и приведена в порядок прилегающая территория.

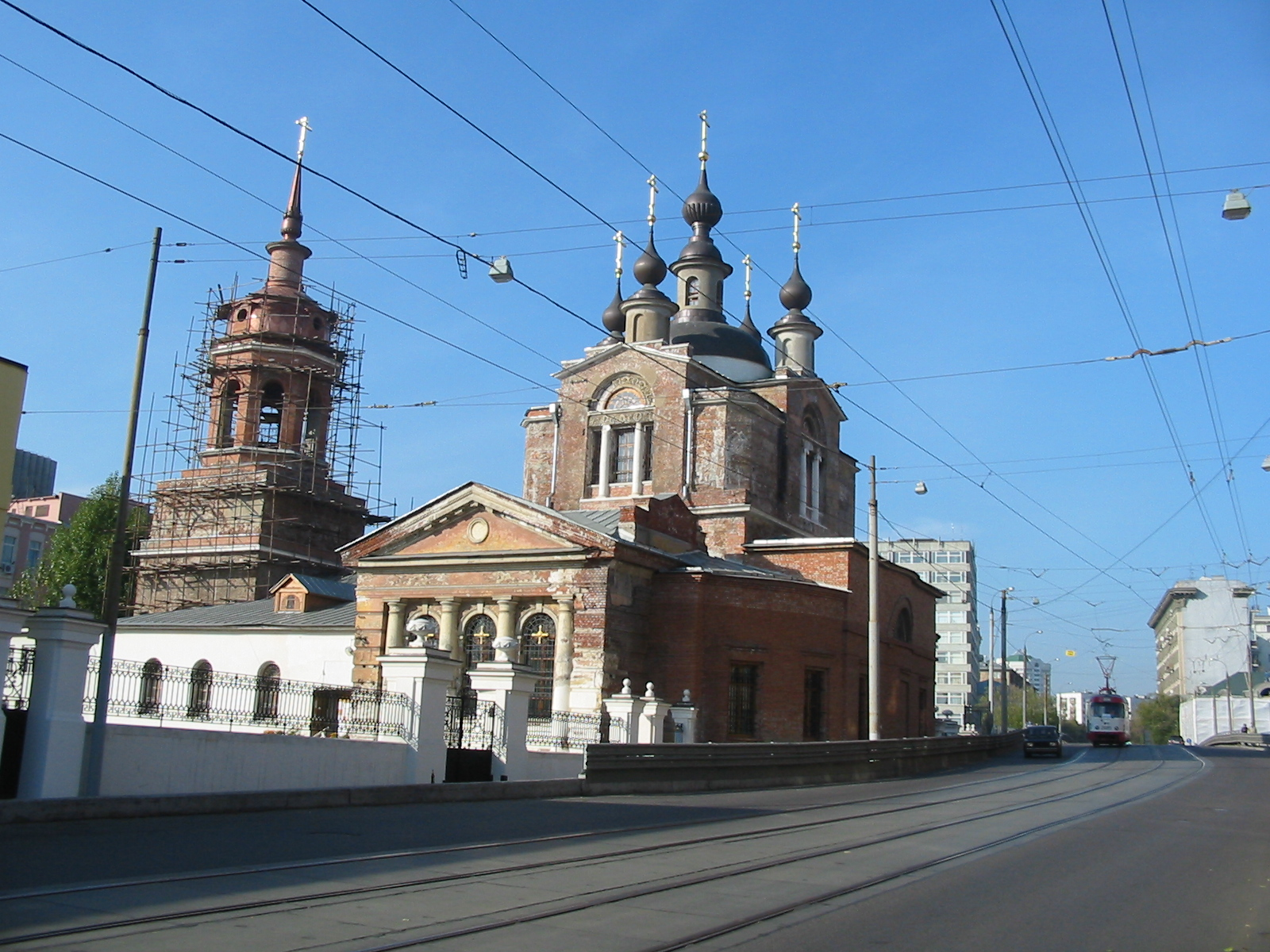
Храм в 2004 году

В октябре 2004 года, к празднику Покрова Пресвятой Богородицы, были сняты перегородки между трапезной частью храма и четвериками, таким образом было открыто всё внутреннее пространство храма. В 2009 году были покрашены фасады храма, что явилось завершающим этапом наружных реставрационных работ.

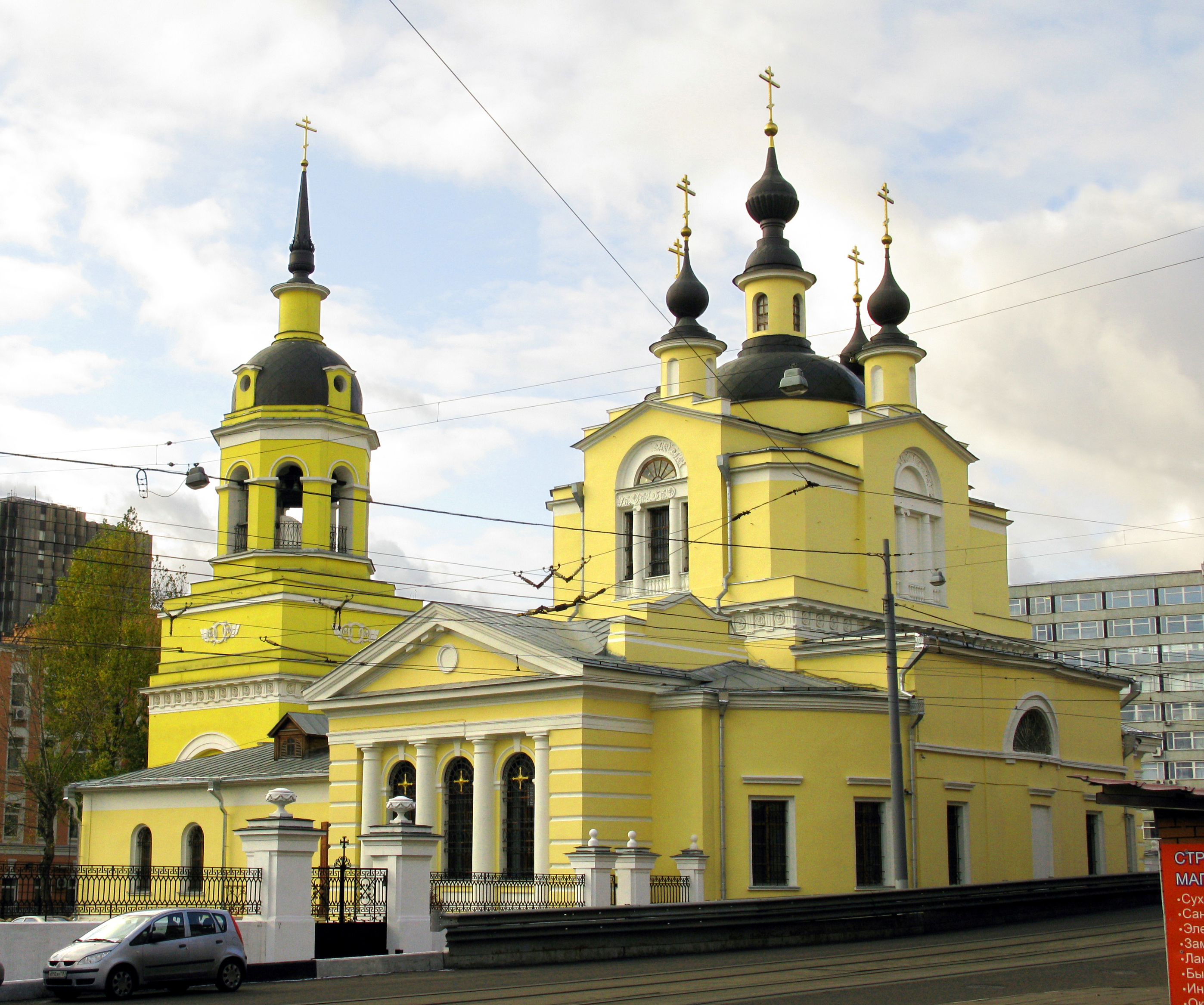
Храм в 2009 году

Панихида по адмиралу Александру Колчаку прошла в храме Покрова 8 февраля 2020 года — через 100 лет после его гибели.

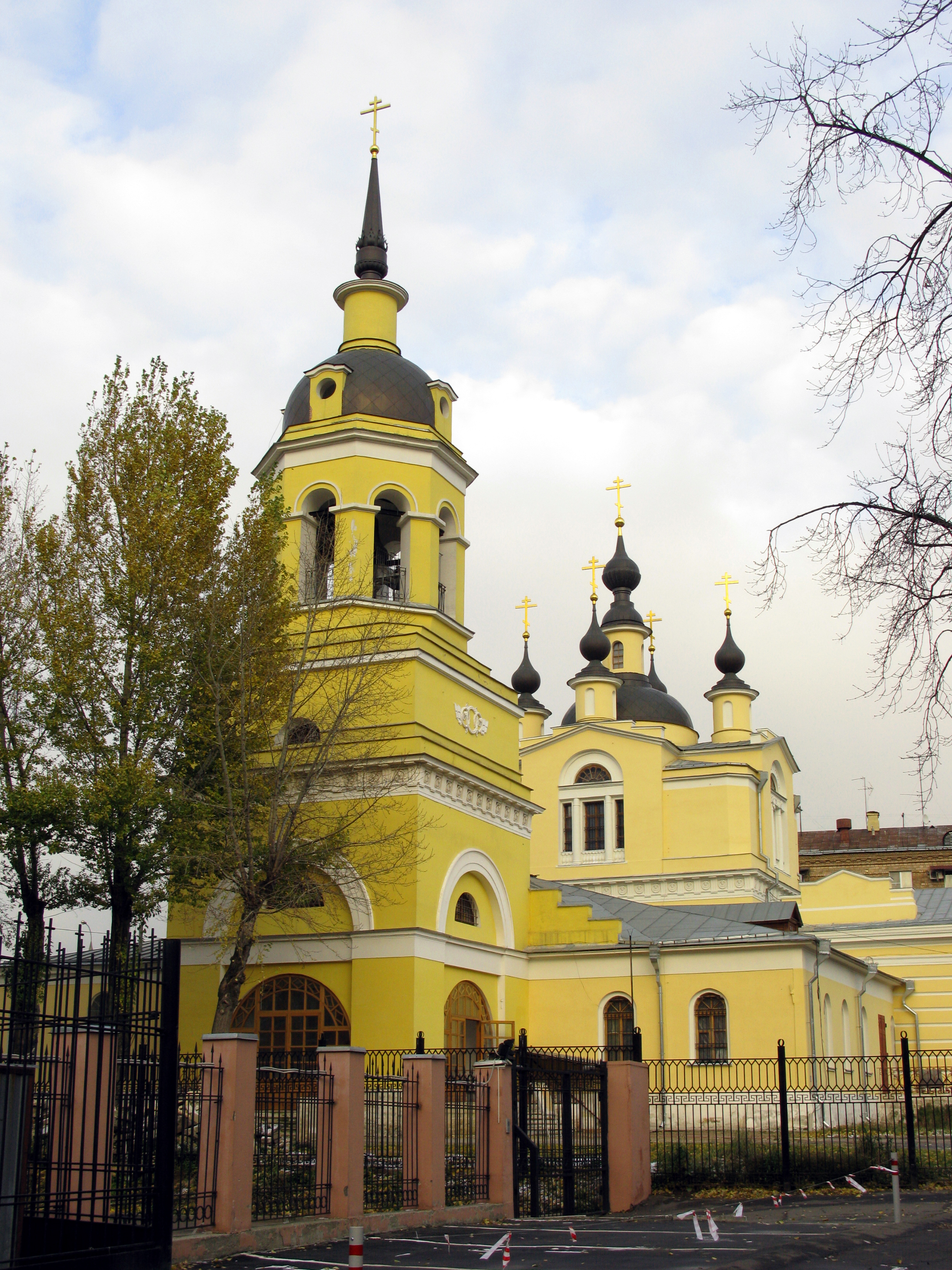
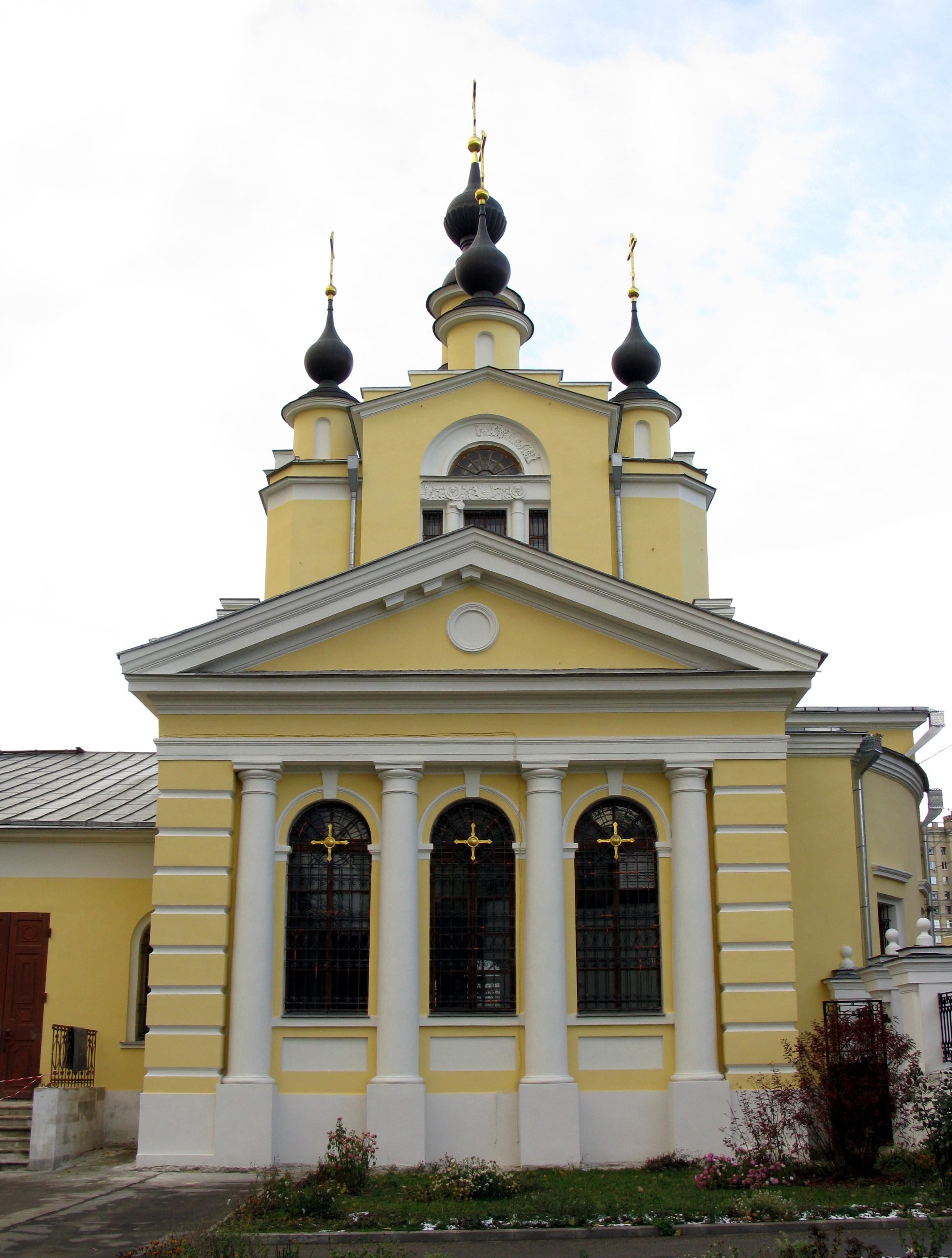
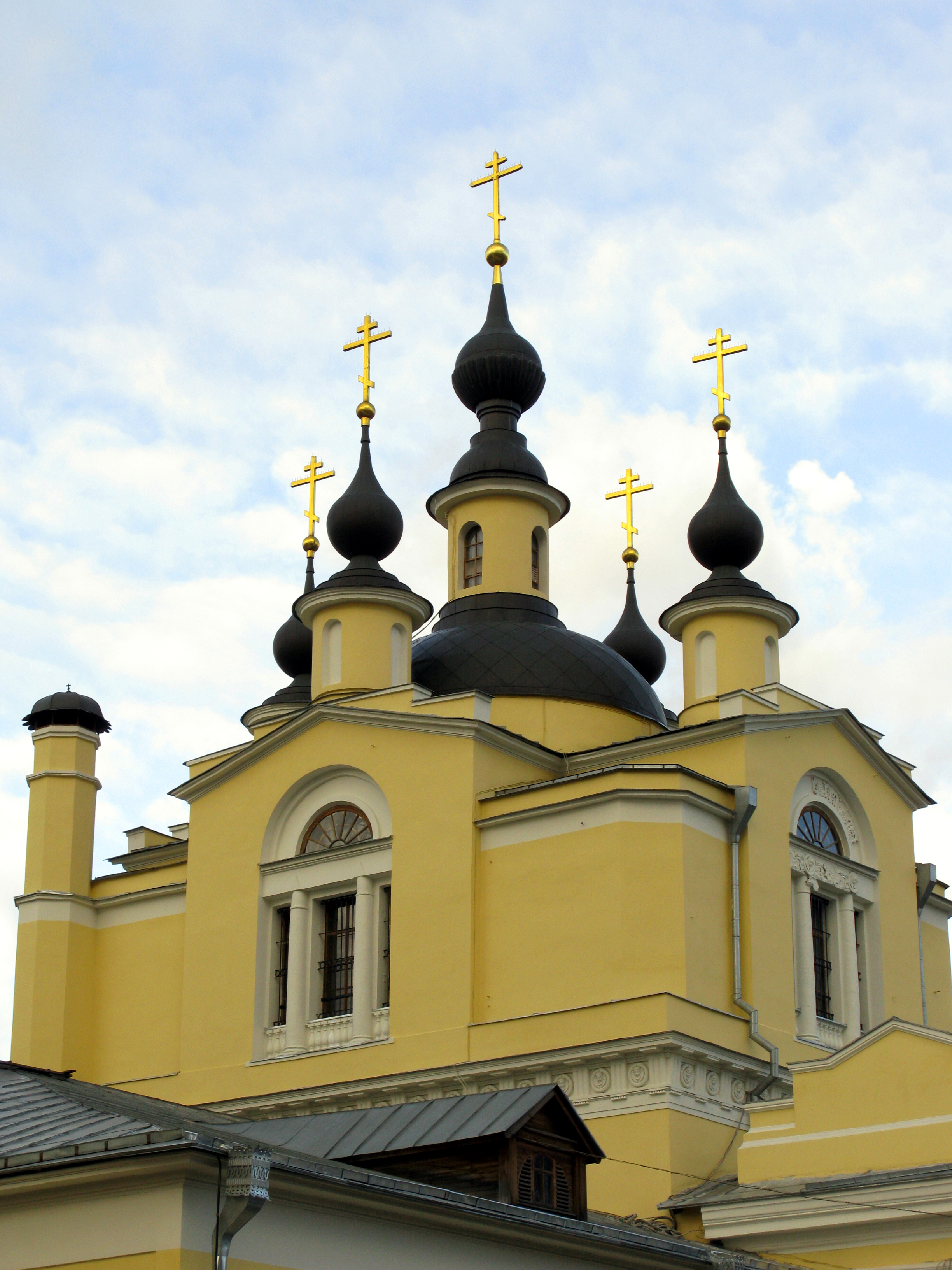

## Духовенство
- Настоятель храма протоиерей Валентин Асмус;
- протоиерей Валерий Киреев;
- протоиерей Дмитрий Пашков;
- иерей Михаил Асмус;
- иерей Федор Котрелев;
- диакон Сергей Терёхин[7].

## Воскресная школа
Воскресная школа начала работать в 1998 году. Школа на территории храма, занятия проходят по воскресным дням.